# Castell de Montoliu de Segarra
Les restes del castell de Montoliu de Segarra es troben a la part alta del poble de Montoliu de Segarra. Aïllat de qualsevol edificació i molt alterat per la construcció del dipòsit de l'aigua.

## Història
La primera notícia del terme de Montoliu data de 1077, any en què apareix entre les afrontacions del castell de l'Ametlla com a Monte Olio. El 1079 el vescomte Ponç Guerau de Cabrera, la seva esposa Ingílsia i el seu fill Guerau Ponç cediren la propietat a Guillem Miró per un cavall òptim valorat en cent unces. El 1112, Guillem Miró el vengué a Guillem Dalmau de Cervera i a la seva muller Solastèn. El castell de Montoliu apareix dels Cervera tant en el testament sacramental de Guillem Dalmau del 1133 com en el testament de Guillem III de Cervera del 1173. Els Cervera posseïren la senyoria fins al 1227 quan Guillem IV de Cervera va donar el castell al monestir de Santes Creus, reservant-se el seu usdefruit fins a la seva mort, el 1229. Santes Creus va aconseguir el ple domini sobre Montoliu, excepte el mer imperi, gràcies a la compra de les castlanies que hi tenien Berenguer de Gelida, Gombau d'Oluja i Guerau d'Agulló. En el fogatjament general de Catalunya de 1378 Montoliu de Segarra consta amb 28 focs eclesiàstics. Fou domini del monestir de Santes Creus fins a l'abolició dels senyorius jurisdiccionals al segle xix.

## Arquitectura
El castell, de planta quadrada, conserva bona part de les seves estructures, la major part construïdes en època baixmedieval. Són molt visibles dues grans arcades ogivals d'època gòtica, i alguna més de tapiades o mig enderrocades. Hi ha també la base d'una torre de planta circular. Més modernament va patir importants problemes d'estabilitat que obligaren a la construcció d'uns grans contraforts en la paret de llevant, que modificaren l'aparença de l'accés. Hi ha també la base d'una torre de planta circular. La construcció del dipòsit a la part més alta en va alterar encara més la part alta doncs en obrir la pista d'accés es tallaren alguns murs que encara són visibles en el pendent septentrional i que poden correspondre a la primitiva fase de la fortificació. A la zona nord-est, vora l'actual mur d'època gòtica i sota una petita porta adovellada hi ha restes d'un mur que, tant pel tipus de morter com per l'acabat dels carreus podria correspondre a l'època altmedieval.